# جورج أ. وليامز
جورج أ. وليامز هو سياسي أمريكي، ولد في 17 أغسطس 1864 في لا فايت في الولايات المتحدة، وتوفي في 7 يوليو 1946 في بولدر في الولايات المتحدة. نشط حزبياً في الحزب الجمهوري. وقد انتخب member of the Nebraska House of Representatives ‏.